# آيتشا إنجي
آيتشا إنجي (بالتركية: Ayça İnci) (ولدت في 30 أبريل عام 1978 في مدينة إسطنبول -)؛ ممثلة تلفزيونية، سينمائية ومسرحية تركية. وتعد حفيدة بلال إنجي الممثل المشهور.

## عنها
وقفت آيتشا إنجي أمام الكاميرا وذلك من خلال تمثيلها في الإعلانات التجارية وتمثيلها أيضاً في الفيديوهات الموسيقية وذلك خلال تعليمها الثانوي. وحينما بلغت آيتشا إنجي السادسة عشر من عمرها مثلت أول دور بطولة لها في مسلسل تلفزيوني بعنوان «بورصة» حيث أخرجه كارتال التبت. وتعد آيتشا إنجي حفيدة بلال إنجي الممثل السينمائي المخضرم. وعلى الرغم من رغبتها في تلقي تعليمها الجامعي في قسم الرسم إلا أنها قد غيرت رأيها وقررت بأن تدرس فن التمثيل ثم أخذت آيتشا إنجي دورات تعليمية في مسرح علي بويراز أوغلو في عام 1997. وتعلمت آيتشا إنجي الموسيقى والمسرح لمدة أربع أعوام في «المركز الفني لموجدات جيزين». وقد شاركت آيتشا إنجي في فيديو أغنية «إطلق النار عليا» لأحمد كارا وقد أصدره سينان تشيتين.
وقد جذبت آيتشا إنجي الانتباه من خلال دورها في المسلسل التلفزيوني «الشفق» وذلك عقب لقائها مع أوغور يوجل. وقد شغلت آيتشا إنجي منصباً في مسرحيات «جولة» وذلك في مسرح سهيل أويجور – بيهزات أويجور. واستأنفت آيتشا إنجي تمثيلها في الأفلام السينمائية وفي المسلسلات التلفزيونية.

## فيلموغرافيا

### مسيرتها الفنية
- محطة أقاصيا – (دخل فيما بعد) عام 2008
- سيموم – عام 2007
- أرض الجمارك تٌضئ – عام 2006
- الكاذب الأجنبي – عام 2006
- هو سجيناً الآن – عام 2005
- شرنقة الحريق – عام 2005
- أنا شاهد إسطنبول – عام 2004
- الكراهية والورد – عام 2003
- الشفق – عام 2003
- آثار على الشاطئ – عام 2002
- بورصة – عام 1993

## وصلات خارجية
- آيتشا إنجي على موقع IMDb (الإنجليزية)
- آيتشا إنجي على موقع قاعدة بيانات الفيلم (الإنجليزية)